# Mała Syrenka (serial animowany)
Mała Syrenka (ang. The Little Mermaid, 1992–1994) – amerykański serial animowany wytwórni Disneya. Emitowany był w sobotnim bloku Walt Disney przedstawia w TVP1. Serial zawiera 31 odcinków podzielonych na 3 serie. Opowiada on o przygodach syrenki imieniem Ariel i jej przyjacielu Florku. Bohaterami są także: opiekun Ariel, krab Sebastian oraz jej ojciec, król Tryton.
Od 13 września 2009 roku do 2 maja 2010 roku serial powrócił na antenę do niedzielnej Wieczorynki. Od 1 czerwca 2011 roku serial jest nadawany na antenie Disney Junior z nową wersją dubbingu.
Serial powstał na podstawie filmu z 1989 roku – Mała Syrenka. Powstała również kontynuacja filmu w 2000 roku – Mała Syrenka 2: Powrót do morza, 26 sierpnia 2008 ukazał się najnowszy film z przygodami Syrenki – Mała Syrenka: Dzieciństwo Ariel.

## Wersja polska

### Pierwsza wersja
Wersja polska: Telewizyjne Studia Dźwięku

Reżyser: Barbara Sołtysik

Dialogi:
- Krystyna Skibińska-Subocz (odc. 1-12, 14-18, 21-22, 27-29),
- Michał Wojnarowski (odc. 13, 19-20, 30),
- Elżbieta Łopatniukowa (odc. 23-24),
- Marzena Kamińska (odc. 25-26)

Dźwięk:
- Jerzy Rogowiec (odc. 1-15, 17, 20-30),
- Waldemar Bodych (odc. 16, 18-19)

Montaż: Elżbieta Joel

Kierownik produkcji: Janina Ostała

Udział wzięli:
- Beata Jankowska-Tzimas – Ariel
- Omar Sangare – Sebastian
- Norbert Jonak – Florek
- Janusz Nowicki – król Tryton
- Katarzyna Tatarak – Urwis
- Mirosława Krajewska –
  - Urszula,
  - matka Sebastiana (odc. 25)
- Jacek Jarosz – Homar Mafiozo
- Jarosław Boberek –
  - Da Shrimp,
  - Rekinianin #1 (odc. 2),
  - kapitan (odc. 10),
  - jeden z małży (odc. 10),
  - kapitan piratów (odc. 24),
  - jeden z piratów (odc. 24),
  - wściekła ośmiornica (odc. 24),
  - ojciec Sebastiana (odc. 25),
  - komendant Shabada (odc. 25)
- Paweł Kozłowski – Zła Płaszczka (z wyjątkiem odc. 31)
- Andrzej Bogusz – 
  - Delfin,
  - stara syrena (odc. 3),
  - herold (odc. 5),
  - Krab Louie (odc. 4),
  - sprzedawca (odc. 13)
- Jan Prochyra – cesarz Rekan (odc. 2)
- Zofia Gładyszewska – komendant Shabada (odc. 2)
- Mirosław Guzowski –
  - Rekinianin #2 (odc. 2, 25),
  - Anemon #2 (odc. 6),
  - jeden z małży (odc. 10),
  - ryba, która uknuła podstęp przeciwko królowi (odc. 11),
  - Ojciec Toma (odc. 17),
  - Grimsby (odc. 24),
  - kucharz Louis (odc. 30)
- Wojciech Machnicki – hrabia Muszlomięczak (odc. 5)
- Krzysztof Kołbasiuk – Simon (odc. 6)
- Zbigniew Suszyński –
  - książę Thor (odc. 8),
  - jeden z małży (odc. 10),
  - Wielki Barakuda (odc. 14),
  - Zeus (odc. 21),
  - cesarz Rekan (odc. 25)
- Marcin Sosnowski – Król Augustus (odc. 8)
- Jacek Wolszczak –
  - Red (odmłodzony król Tryton) (odc. 11),
  - Ollie (odc. 20),
  - Daniel (odc. 26),
  - ośmiornica towarzysząca Gabrieli (odc. 30),
  - Mała Płaszczka (odc. 31)
- Antonina Girycz – Czarownica (odc. 11)
- Włodzimierz Press –
  - Anemon #1 (odc. 6),
  - ośmiornica (odc. 9, 15),
  - żółw Dudley (odc. 10, 14-16),
  - człowiek na pokładzie statku (odc. 10),
  - ryba wyjaśniająca działanie buta (odc. 10),
  - jeden z małży (odc. 10, 16),
  - krokodyl Ebb (odc. 12),
  - ośmiornica Rączka (odc. 14),
  - marynarz strzegący instrumentów pana Mozarta (odc. 16),
  - ślimaczki (odc. 18),
  - węgorz służący Urszuli #2 (odc. 18, 21),
  - gruba ryba (odc. 19),
  - wielka ośmiornica wskazująca drogę do Abrakodoksjii (odc. 19),
  - Magiczna Rozgwiazda (odc. 20),
  - jeden z małych krabów skautów (odc. 21),
  - ośmiornica grająca na skrzypcach (odc. 21)
  - Rekinianin #2 (odc. 25),
  - potwór (odc. 25),
  - kałamarnica (odc. 25)
- Adam Biedrzycki –
  - ryba-latarka (odc. 6),
  - jeden z małży (odc. 10),
  - węgorz (odc. 13),
  - Hans Christian Andersen (odc. 22)
- Janusz Wituch –
  - jedna ze wściekłych ryb (odc. 9),
  - papuga Saltie (odc. 24),
  - konik morski (odc. 25),
  - czarna ryba (odc. 25)
- Krzysztof Mielańczuk – książę Eryk (odc. 10)
- Joanna Orzeszkowska – krokodylica Flo (odc. 12)
- Małgorzata Rudzka – Arista (odc. 12, 17)
- Dorota Kawęcka – Adela (odc. 13)
- Edyta Jungowska – Perełka (odc. 14)
- Aleksandra Rojewska – Alana (odc. 14)
- Jerzy Słonka – Ryba wypływająca z baru (odc. 14)
- Jacek Bończyk –
  - Tom (odc. 17),
  - jeden z krabich skautów (odc. 22),
  - piraci (odc. 24),
  - książę Eryk (odc. 24)
- Marek Robaczewski – węgorz służący Urszuli #1 (odc. 18, 21)
- Tadeusz Borowski – ryba, która nie cierpiała śmiechu (odc. 19)
- Małgorzata Toczyłowska – mieszczanka Abrakadoksjii (odc. 19)
- Stanisław Brudny – Archimedes (odc. 22)
- Hanna Kinder-Kiss – jeden z krabich skautów (odc. 22)
- Ryszard Nawrocki – mewa Gaduła (odc. 24, 26)
- Mariusz Leszczyński –
  - doktor Vile (odc. 26),
  - Zła Płaszczka (odc. 31)
- Marek Barbasiewicz – Apollo (odc. 28)
- Włodzimierz Bednarski – żółw Dudley (odc. 30)
- Jerzy Złotnicki
- Ryszard Olesiński

i inni 
Teksty piosenek:
- Dorota Filipek-Załęska (odc. 1),
- Jacek Bończyk (odc. 3, 4, 5, 6, 9, 11, 15, 16, 18, 19, 20, 24, 28)

Opracowanie muzyczne: Jacek Bończyk (odc. 1, 3, 4, 5, 6, 9, 11, 15, 16, 18, 19, 20, 24, 28)

Śpiewali:
- Beata Jankowska-Tzimas (odc. 1, 3, 6, 9, 15, 20),
- Omar Sangare (odc. 1, 11, 15, 16, 19),
- Jacek Jarosz (odc. 4, 5),
- Jarosław Boberek (odc. 4, 5),
- Jacek Bończyk (odc. 6, 28),
- Mirosława Krajewska (odc. 18),
- Ryszard Nawrocki (odc. 24)

Lektor: Maciej Gudowski

### Druga wersja
Wersja polska: na zlecenie Disney Character Voices International – Master Film

Reżyseria: Krzysztof Kołbasiuk

Dialogi:
- Mateusz Żywicki (odc. 2, 5-6, 10, 14),
- Anna Celińska (odc. 3),
- Katarzyna Bratkowska (odc. 4, 7),
- Antonina Bereza (odc. 8-9, 12-13)

Dźwięk: Małgorzata Gil

Montaż: Jan Graboś

Zgranie: Jakub Lenarczyk (odc. 5-8, 10, 12-14)

Kierownictwo produkcji: Ewa Chmielewska

Wystąpili:
- Katarzyna Łaska – Ariel
- Emilian Kamiński – Sebastian
- Kacper Głódkowski – Florek
- Włodzimierz Bednarski – Tryton
- Rafał Kołsut – Urwis
- Stanisława Celińska – Urszula
- Mieczysław Morański – Homar z Mamra
- Janusz Zadura – Krewetek
- Paweł Szczesny – Zły Manta
- Marek Frąckowiak – Cesarz/Imperator Sharga (odc. 2, 25)
- Janusz Wituch – Rekinianin #1 (odc. 2)
- Przemysław Nikiel – Rekinianin #2 (odc. 2)
- Cezary Nowak – 
  - Rekinianin #3 (odc. 2),
  - ośmiornica miotająca muszlami (odc. 8),
  - Przywódca Ośmiornian (odc. 28),
  - wieśniak #3 (odc. 29)
- Agnieszka Maliszewska – Aquata (odc. 3)
- Aleksandra Rojewska – Arista (odc. 3, 12, 13, 18, 27)
- Józef Mika – 
  - opiekun koni morskich (odc. 3),
  - Książę Thor (odc. 8),
  - drobnoustrój (odc. 15),
  - konik morski (odc. 16)
- Leopold Matuszczak – Ośmiornica polująca na konie morskie (odc. 3)
- Krzysztof Kołbasiuk –
  - Krab Ludwik (odc. 4),
  - Simon (odc. 6)
  - Big Barracuda (odc. 14),
  - Magiczna Rozgwiazda (odc. 20),
  - lektor (odc. 22),
  - potwór (odc. 25),
  - Apollon (odc. 28)
- Jolanta Żółkowska – Księżna Mięczakodenna (odc. 5)
- Jacek Kopczyński –
  - Książę Mięczakodenny (odc. 5),
  - Eryk (odc. 10, 24)
- Marcin Troński – Król August (odc. 8)
- Wojciech Machnicki –
  - Ośmiornica (odc. 9),
  - Skarbnik królewski (odc. 11)
- Aleksander Mikołajczak – 
  - Mieczyk (odc. 9),
  - Małże (odc. 10, 14, 16, 18),
  - ryboksiężnik #2 (odc. 19)
- Wojciech Szymański – 
  - Homar (odc. 9),
  - Krabozuch #2 (odc. 22),
  - robaczek (odc. 30)
- Marek Bocianiak – Ryba (odc. 10)
- Cezary Kwieciński –
  - Pirat (odc. 10),
  - Żółw Dudley (odc. 10, 14, 15, 16, 27, 29)
- Beata Wyrąbkiewicz – Perła (odc. 11, 14)
- Dominika Kluźniak – 
  - Alana (odc. 12, 13, 14, 27),
  - Małe Złe (odc. 31)
- Ewa Kania – 
  - Wiedźma (odc. 11),
  - Matka Perły (odc. 14)
- Sławomir Pacek – krokodyl Ed (odc. 12)
- Zuzanna Lipiec – krokodylica Flo (odc. 12)
- Monika Pikuła – Attina (odc. 13, 27)
- Beatrycze Łukaszewska – Adella (odc. 13)
- Tomasz Grochoczyński – sprzedawca na targu (odc. 13)
- Piotr Bajor – węgorz (Brudny) (odc. 13, 23, 31)
- Jan Kulczycki –
  - Neptun (odc. 16),
  - ryba (odc. 19)
- Jerzy Molga – ojciec Toma (odc. 17)
- Jacek Jarosz – węgorze służące Urszuli (odc. 18, 21)
- Ryszard Olesiński – ponury ryboksiężnik #1 (odc. 19)
- Izabela Dąbrowska – ryboksiężnik #3 (odc. 19)
- Brygida Turowska – 
  - Ollie (odc. 20),
  - Krabozuch #1 (odc. 22),
  - wieśniak #2 (odc. 29)
- Dariusz Odija – Zeus (odc. 21)
- Andrej Gawroński – Archimedes (odc. 22)
- Magdalena Krylik – Krabozuch #3 (odc. 22)
- Jacek Rozenek – Hans Christian Andersen (odc. 22)
- Ryszard Nawrocki – mewa Blagier (odc. 24, 26)
- Krystyna Królówna – matka Sebastiana (odc. 25)
- Zbigniew Konopka – ojciec Sebastiana (odc. 25)
- Jacek Bursztynowicz – 
  - jeden z morskich wikingów (odc. 28),
  - wieśniak #1 (odc. 29)
- Dariusz Błażejewski – kucharz Louis (odc. 30)
- Mirosław Wieprzewski

i inni
Teksty piosenek: Andrzej Brzeski (odc. 3, 4, 5, 6, 9)

Opracowanie muzyczne: 
- Piotr Gogol (odc. 3, 4, 5, 6),
- Eugeniusz Majchrzak (odc. 9)

Piosenki śpiewali:
- Katarzyna Łaska (odc. 3, 6, 9, 15, 20),
- Mieczysław Morański (odc. 4, 5),
- Janusz Zadura (odc. 4, 5),
- Krzysztof Kołbasiuk (odc. 6),
- Emilian Kamiński (odc. 11, 15, 16, 19),
- Stanisława Celińska (odc. 18),
- Ryszard Nawrocki (odc. 24)

#### Lektor
Opracowanie wersji polskiej: Zespół Filmowy Kineskop

Czytał: Krzysztof Grębski

## Spis odcinków
| N/o            | Polski tytuł (pierwsza wersja) | Polski tytuł (druga wersja) | Angielski tytuł           |
| -------------- | ------------------------------ | --------------------------- | ------------------------- |
|                |                                |                             |                           |
| SERIA PIERWSZA |                                |                             |                           |
|                |                                |                             |                           |
| 01             | Maleństwo                      |                             | Whale Of A Tale           |
|                |                                |                             |                           |
| 02             | Sebastian Wielki               | Wielki Sebastian            | The Great Sebastian       |
|                |                                |                             |                           |
| 03             | Grom                           | Sztorm                      | Stormy                    |
|                |                                |                             |                           |
| 04             | Urwis                          | Andrus                      | Urchin                    |
|                |                                |                             |                           |
| 05             | Rozkoszne bliźniaki            | Bąble                       | Double Bubble             |
|                |                                |                             |                           |
| 06             | List w butelce                 | List w butelce              | Message In A Bottle       |
|                |                                |                             |                           |
| 07             | Bransoletka                    | Zwodniczy blask             | Charmed                   |
|                |                                |                             |                           |
| 08             | Dobrana para                   | Małżeństwo bez rozsądku     | Marriage Of Inconvenience |
|                |                                |                             |                           |
| 09             | Zła Płaszczka                  | Manta morski                | The Evil Manta            |
|                |                                |                             |                           |
| 10             | Tajemnicze Coś                 | Takie coś z takim czymś     | Thingamajigger            |
|                |                                |                             |                           |
| 11             | Red – najjaśniejszy panicz     | Rudy                        | Red                       |
|                |                                |                             |                           |
| 12             | Areszt domowy                  | Syrenki same w domu         | Beached                   |
|                |                                |                             |                           |
| 13             | Wierny Trójząb                 | Ich troje i trójząb         | Trident True              |
|                |                                |                             |                           |
| 14             | Fantastyczny wypad             | Glon Vegas                  | Eel-Ectric City           |
|                |                                |                             |                           |
| SERIA DRUGA    |                                |                             |                           |
|                |                                |                             |                           |
| 15             | Rezygnacja                     | Rezygnacja                  | Resigned To It            |
|                |                                |                             |                           |
| 16             | Muzyczny talent                | Muzyczne marzenie           | Calliope Dreams           |
|                |                                |                             |                           |
| 17             | Na ratunek                     | Uwolnić orkę                | Save The Whale            |
|                |                                |                             |                           |
| 18             | Na przekór                     | Pod prąd                    | Against The Tide          |
|                |                                |                             |                           |
| 19             | Potęga śmiechu                 | Królewna śmieszka           | Giggles                   |
|                |                                |                             |                           |
| 20             | Marzenia                       | Chcę rozgwiazdkę z nieba    | Wish Upon A Starfish      |
|                |                                |                             |                           |
| 21             | Opowieść o dwóch krabach       | Opowieść o dwóch krabach    | A Tale Of Two Crabs       |
|                |                                |                             |                           |
| 22             | Metalowa ryba                  | Metalowa ryba               | Metal Fish                |
|                |                                |                             |                           |
| 23             | Dziękuję ci Ariel              | Małe jest piękne            | T’ank You For Dat, Ariel  |
|                |                                |                             |                           |
| SERIA TRZECIA  |                                |                             |                           |
|                |                                |                             |                           |
| 24             | Gaduła                         | Blagier                     | Scuttle                   |
|                |                                |                             |                           |
| 25             | Król Krab                      | Król Sebastian              | King Crab                 |
|                |                                |                             |                           |
| 26             | Wyspa strachu                  |                             | Island Of Fear            |
|                |                                |                             |                           |
| 27             | Kraina Dinozaurów              | Zaginiony świat dinozaurów  | Land Of The Dinosaurs     |
|                |                                |                             |                           |
| 28             | Bohater                        | Bohaterowie                 | Heroes                    |
|                |                                |                             |                           |
| 29             | Wyjec wcielony                 | Florek nie jest sobą        | The Beast Within          |
|                |                                |                             |                           |
| 30             | Skarby Ariel                   | Arielkowe skarby            | Ariel’s Treasures         |
|                |                                |                             |                           |
| 31             | Małe, ale złe                  | Małe Złe                    | A Little Evil             |
|                |                                |                             |                           |